# Thiago Motta
Thiago Motta (phát âm tiếng Bồ Đào Nha: [tʃiˈaɡu ˈmɔtɐ], phát âm tiếng Ý: [ˈtjaːɡo ˈmɔtta], sinh ngày 28 tháng 8 năm 1978) là một huấn luyện viên bóng đá chuyên nghiệp và cựu cầu thủ bóng đá. Ông hiện đang là huấn luyện viên trưởng của câu lạc bộ Juventus tại Serie A.

## Thời niên thiếu
Motta sinh ra và lớn lên ở São Bernardo do Campo, São Paulo, vào ngày 28 tháng 8 năm 1982 và là người gốc Ý. Ông cố của ông, Fortunato Fogagnolo, đã rời Polesella đến Nam Mỹ vào đầu những năm 1900.

## Sự nghiệp câu lạc bộ

### Barcelona

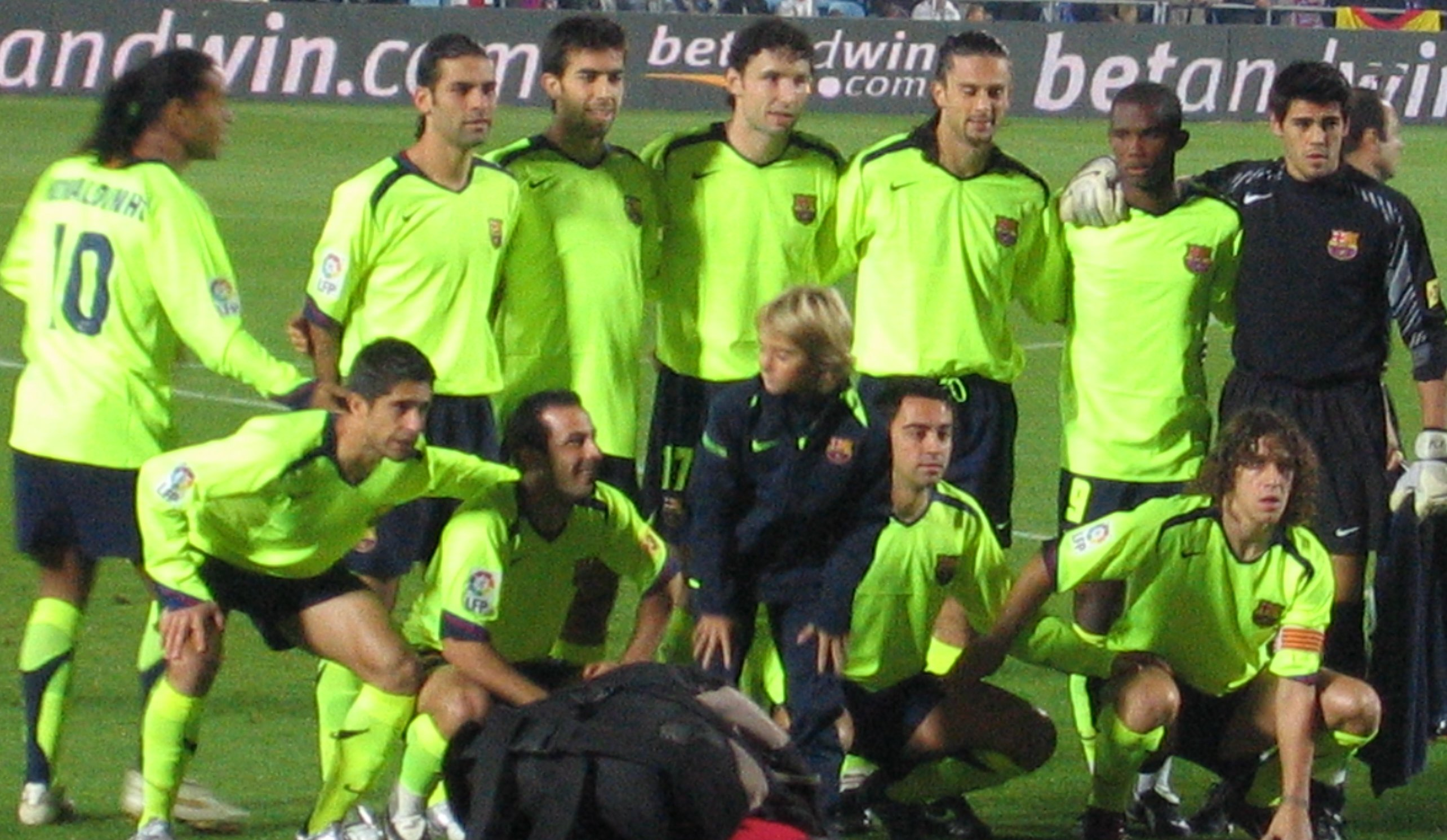
Motta (hàng sau, thứ ba từ phải sang) xếp hàng cho đội hình Barcelona trong mùa giải 2005–06

Motta ký hợp đồng với Barcelona vào năm 1999 ở tuổi 17 từ câu lạc bộ Clube Atlético Juventus đến từ São Paulo. Ban đầu, ông được xếp vào đội B của câu lạc bộ. Cuối cùng thì ông được đôn lên đội một vào năm 2001 khi chơi trận ra mắt chính thức trong chiến thắng 3–0 trên sân nhà trước Mallorca vào ngày 3 tháng 10.
Trong mùa giải UEFA Champions League 2001–02, Motta đã ra sân bảy lần và giúp đội của mình vào bán kết. Trong mùa giải La Liga 2002–03, ông đã có 21 trận đấu hay nhất trong sự nghiệp với ba bàn thắng khi Barça chỉ kết thúc chung cuộc ở vị trí thứ sáu. Bên cạnh đó, ông cũng đóng một vai trò quan trọng trong hành trình UEFA Cup của câu lạc bộ trong mùa giải tiếp theo, khi Barcelona cuối cùng bị loại bởi Celtic với tổng tỷ số 0–1 tại Glasgow. Trong trận lượt đi, anh đã bị đuổi khỏi sân trong giờ nghỉ giải lao sau khi đánh thủ môn đối phương Robert Douglas, người cũng nhận thẻ đỏ và đuổi khỏi sân, trong một sự cố xảy ra trong đường hầm.
Motta cũng gặp một số chấn thương, đặc biệt là pha chấn thương vào ngày 11 tháng 9 năm 2004 trong trận đấu với Sevilla khiến ông phải ngồi ngoài bảy tháng trong thời gian gắn bó với Barcelona. Cuối cùng, ông phải đi phẫu thuật để tái tạo dây chằng chéo trước và dây chằng bên ở đầu gối trái. Thế nhưng, ông đã hồi phục nhanh chóng và trở lại một cách đầy cảm xúc khi bước ra sân trong tiếng vỗ tay nồng nhiệt của các cổ động viên khi Barcelona, nhà vô địch giải VĐQG, đánh bại Getafe 2–0 vào ngày 17 tháng 4.

### Atlético Madrid
Vào cuối tháng 8 năm 2007, Motta ký hợp đồng có thời hạn một năm với Atlético Madrid theo dạng tự do. Ông khởi đầu mùa giải bên lề sân cỏ vì chấn thương. Trong trận tứ kết Copa del Rey gặp Valencia, ông đã bị đuổi khỏi sân chỉ sau 25 phút và Colchoneros đã bị loại khỏi cúp quốc gia sau khi thua trận sân khách 0–1 và hòa trận sân nhà.
Do chấn thương của cầu thủ đá chính thường xuyên Raúl García và sự ra đi của Maniche vào tháng 1 năm 2008, cơ hội ra sân của Motta tăng lên. Tuy nhiên, vào tháng 3, ông tái phát đau đầu gối khiến mùa giải của ông kết thúc. Tiếp theo, ông đã phải đi phẫu thuật tại Hoa Kỳ và cuối cùng thì ông đã phục hồi thành công. Ông đã thử việc tại câu lạc bộ Portsmouth tại Premier League sau khi hồi phục nhưng không ký hợp đồng với câu lạc bộ đó.

### Genoa
Vào tháng 9 năm 2008, Motta gia nhập câu lạc bộ Genoa tại Serie A theo dạng chuyển nhượng tự do sau khi vượt qua buổi kiểm tra y tế. Ông đã thể hiện tốt và thường xuyên có mặt trong đội hình xuất phát dưới thời huấn luyện viên Gian Piero Gasperini trong mùa giải đầu tiên của mình. Vào ngày 11 tháng 4 năm 2009, Motta ghi hai bàn thắng trong chiến thắng chung cuộc 3–2 trên sân nhà trước Juventus. Ông kết thúc thời gian gắn bó với câu lạc bộ năm với sáu bàn thắng và đã giúp đội có điều kiện tham dự Europa League sau khi kết thúc chung cuộc ở vị trí thứ 5 tại giải VĐQG.

### Inter Milan

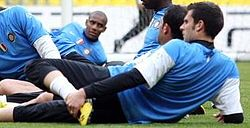
Thiago Motta khởi động trong màu áo Inter Milan trong trận đấu gặp CSKA Moskva

Vào ngày 20 tháng 5 năm 2009, La Gazzetta dello Sport xác nhận rằng Motta đã chuyển đến Inter Milanvới hợp đồng có thời hạn 4 năm và trị giá 10,2 triệu euro cùng với đồng đội Diego Milito với trị giá 28 triệu euro theo một phần của thỏa thuận. Bên cạnh đó, Genoa đã nhận được năm cầu thủ của Inter: Robert Acquafresca, Francesco Bolzoni, Leonardo Bonucci, Ivan Fatić và Riccardo Meggiorini. Người đại diện của Motta, Dario Canovi, sau đó tiết lộ rằng hợp đồng của ông với câu lạc bộ Genoa bao gồm phí mua lại là 10 triệu euro.
Motta ra sân trong tám trận đấu trong mùa giải Champions League của câu lạc bộ, bao gồm trận thua 0–1 trước đội bóng cũ Barcelona ở bán kết mặc dù Inter thắng chung cuộc 3–2. Trong trận đấu đó, ông đã bị đuổi khỏi sân khi suýt đánh vào mặt Sergio Busquets bằng tay khiến sự cố gây chú ý do hành động giả vờ chấn thương rõ ràng của Busquets.
Vào ngày 23 tháng 10 năm 2011, Motta ghi bàn trong chiến thắng 1–0 trước Chievo với một cú đánh đầu sau một quả phạt góc của Wesley Sneijder để giúp Inter đem lại chiến thắng đầu tiên trên sân nhà trong mùa giải 2011–12.

### Paris Saint-Germain
Vào ngày 31 tháng 1 năm 2012, mặc dù huấn luyện viên Inter là Claudio Ranieri đã phát biểu ngay trước đó rằng ông tin tưởng Motta sẽ ở lại câu lạc bộ cho đến cuối mùa giải. Sau khi Motta được triệu tập để tham gia trận đấu sắp tới gặp Palermo, Motta đã ký hợp đồng với câu lạc bộ bóng đá Pháp Paris Saint-Germain tại Ligue 1, với mức phí được cho là khoảng 10 triệu euro. Sau vụ chuyển nhượng đó, Motta đã tiết lộ rằng ông mơ ước được chơi cho PSG kể từ khi những người đồng hương Brazil như Raí, Leonardo và Ronaldinho tỏa sáng tại câu lạc bộ ở thủ đô nước Pháp. Ông cũng tiết lộ rằng ông cảm thấy không hạnh phúc ở Inter và từ chối giải thích thêm về lý do tại sao ông rời đi.

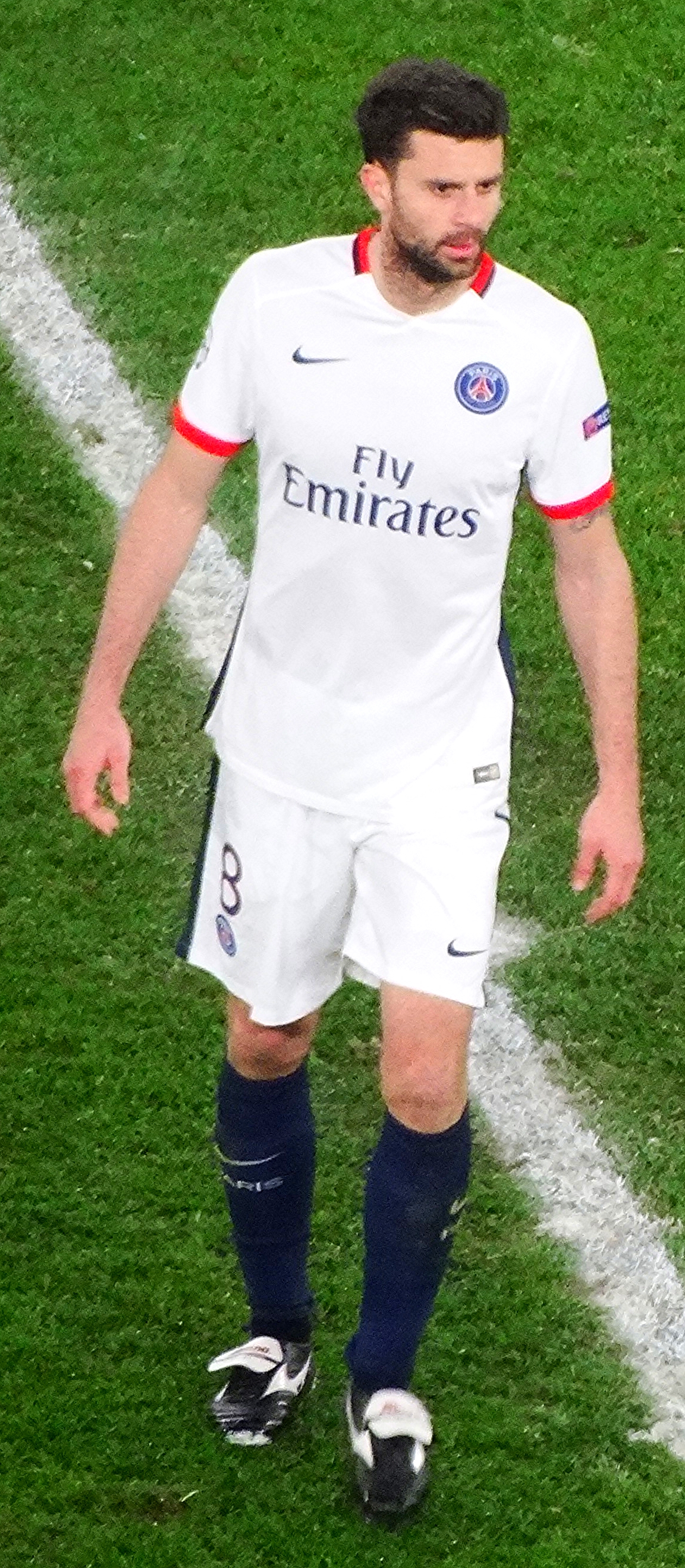
Motta chơi cho Paris Saint-Germain F.C. vào ngày 9 tháng 3 năm 2016

Bốn ngày sau khi ký hợp đồng với câu lạc bộ Paris Saint-Germain, Motta đã nhận thẻ vàng trong trận ra mắt của ông cho PSG trong chiến thắng 3–1 trên sân nhà trước Evian. Vào ngày 22 tháng 4 năm 2012, ông đã ghi bàn thắng đầu tiên của mình cho PSG tại Ligue 1 để góp phần vào chiến thắng 6–1 trước Sochaux trên sân nhà.
Vào ngày 21 tháng 2 năm 2014, Motta đã gia hạn hợp đồng với Paris Saint-Germain đến tháng 6 năm 2016. Vào tháng 8 năm 2014, ông bị gãy mũi sau khi bị Brandão của Bastia húc đầu trong đường hầm. Brandão sau đó bị treo giò sáu tháng.
Motta tuyên bố giải nghệ vào cuối mùa giải vào ngày 8 tháng 5 năm 2018 và đồng thời cũng được bổ nhiệm làm huấn luyện viên mới của đội U-19 PSG. Trong sáu năm rưỡi gắn bó với PSG, ông đã chơi 232 trận đấu và giành được 19 danh hiệu. Vào ngày 19 tháng 5, ông ra sân lần cuối cùng trong trận đấu gặp Caen tại Ligue 1.

## Sự nghiệp quốc tế

### Brasil
Motta ra mắt cho đội tuyển quốc gia Brasil tại Cúp Vàng CONCACAF 2003. Ông đã bỏ lỡ Giải đấu tiền Thế vận hội nam CONMEBOL 2004 do chấn thương nhưng đã chơi cho đội tuyển U-23 vào tháng 11 năm 2003 trong trận đấu với Santos FC. Sau đó, người ta đồn tin rằng ông có thể được triệu tập vào đội tuyển Ý và có thể tham dự Giải vô địch bóng đá thế giới 2010 vì sở hữu quốc tịch kép Brasil và Ý thông qua gốc gia gia đình mình. Do vậy, FIFA đã cấp cho các cầu thủ một cơ hội để thay đổi quốc gia đại diện của họ nếu có quốc tịch kép nhưng không dành cho những cầu thủ đã chơi trong một trận đấu "A" mang tính cạnh tranh (có nghĩa là các trận không thuộc thể loại giao hữu.

### Ý

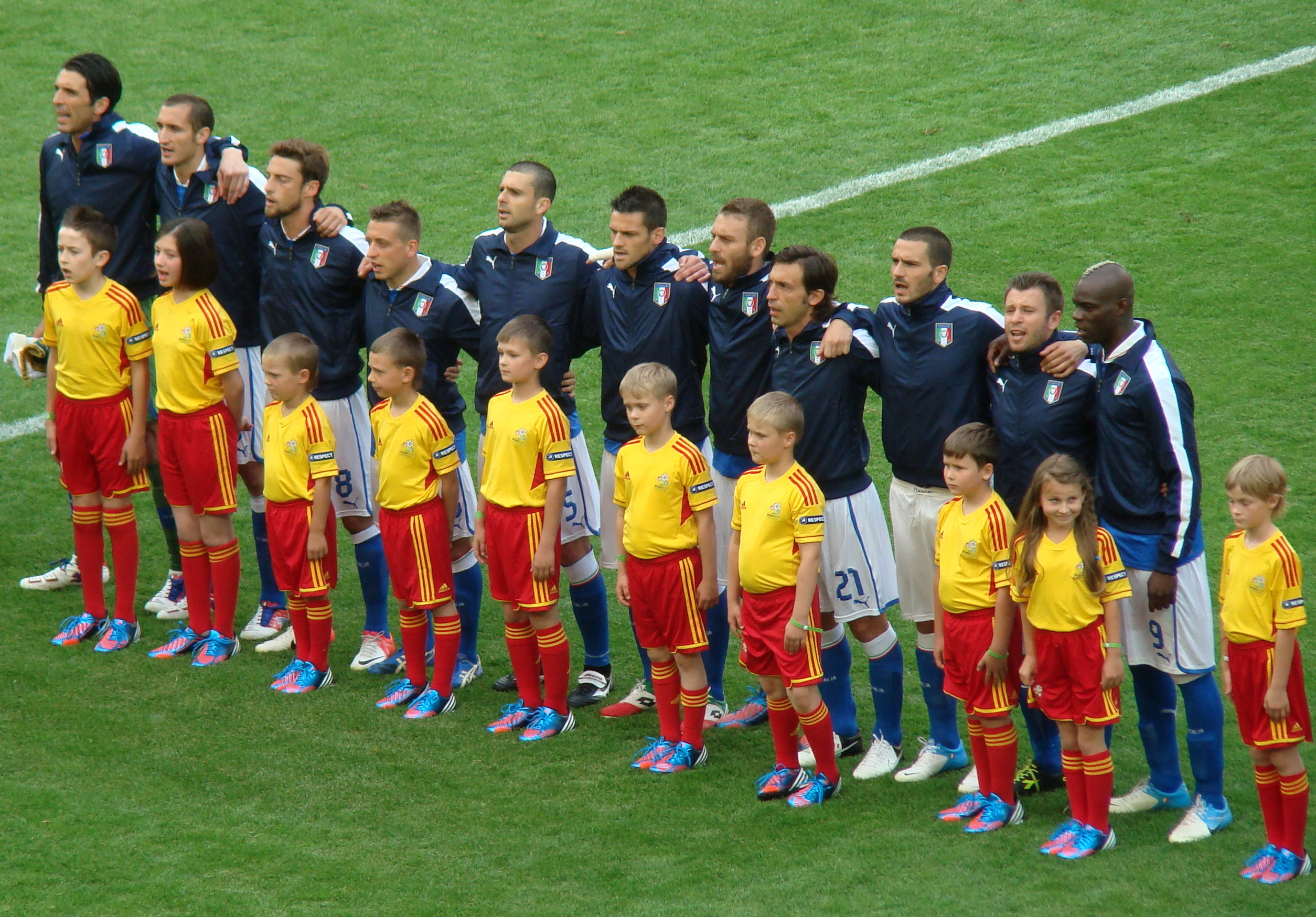
Motta trong đội hình xuất phát của Ý tại Euro 2012

Vào ngày 6 tháng 2 năm 2011, Motta được triệu tập lần đầu tiên lên đội tuyển quốc gia Ý cho trận giao hữu với Đức, nhưng một tuyên bố chính thức từ Liên đoàn bóng đá Ý tuyên bố rằng nó phải được FIFA chấp thuận. Sau đó, tuyên bố đó được chấp thuận. Ông có trận ra mắt trong trận đấu giao hữu trận hòa 1–1 với Đức vào ngày 9 tháng 2 và được thay thế ở phút thứ 63 bởi Alberto Aquilani.
Vào ngày 25 tháng 3 năm 2011, Motta ghi bàn thắng duy nhất trong trận đấu quốc tế thứ hai của ông, trận đấu gặp Slovenia tại vòng loại UEFA Euro 2012, sau một pha phối hợp ở phút thứ 73 với Federico Balzaretti. Ông được chọn vào đội hình chính thức cho Giải vô địch bóng đá châu Âu 2012 ở Ba Lan và Ukraina. Ông chơi trong ba trận vòng bảng cho Azzurri và được tung vào sân hai lần trong trận thắng 2–1 trước Đức ở bán kết và trận thua 4–0 trước Tây Ban Nha ở chung kết. Trong trận chung kết Euro 2012 gặp Tây Ban Nha, ông bị chấn thương gân kheo chỉ sau năm phút và phải rời sân, mặc dù ông được tung vào sân để thay thế Riccardo Montolivo ở phút thứ 55. Điều đó khiến đội tuyển Ý chỉ còn mười cầu thủ vì Motta là cầu thủ thứ ba và cuối cùng được huấn luyện viên Cesare Prandelli đưa vào sân.

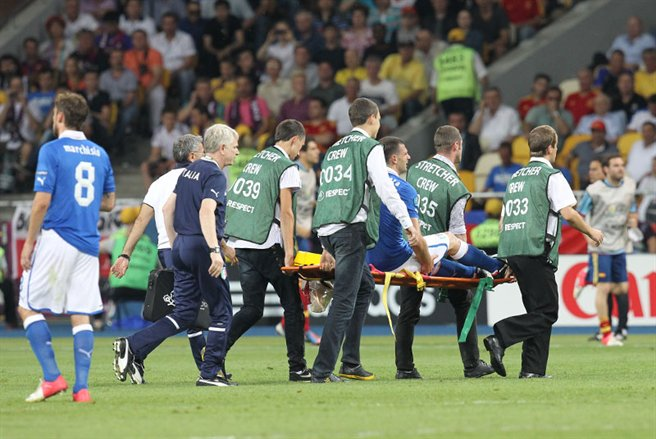
Motta rời sân trong trận chung kết Euro 2012

Vào ngày 13 tháng 5, Motta có mặt trong danh sách chính thức trong đội hình sơ bộ gồm 30 người của đội tuyển Ý cho Giải vô địch bóng đá thế giới 2014. Ông chơi trận đầu tiên của mình trong giải đấu ở độ tuổi gần 32 khi vào sân ở phút thứ 57 trong trận thắng 2–1 ở vòng bảng mở màn trước Anh vào ngày 14 tháng 6.
Vào ngày 31 tháng 5 năm 2016, Motta được Antonio Conte đưa vào đội hình 23 cầu thủ của Ý tham dự Euro 2016 và được trao áo số 10. Quyết định trao số áo đó cho ông đã gây ra nhiều tranh cãi, mặc dù đồng đội đội tuyển quốc gia là Daniele De Rossi đã bảo vệ quyết định của huấn luyện viên Conte. Ông đã ra sân bốn lần trong suốt giải đấu nhưng đã bị treo giò trong trận tứ kết gặp Đức sau khi bị phạt thẻ vàng lần thứ hai trong trận đấu vòng trước gặp Tây Ban Nha vào ngày 27 tháng 6 năm 2016. Cũng trong trận đấu gặp Tây Ban Nha, ông ra sân lần thứ 30 và cũng là lần cuối cùng cho đội tuyển Ý.

## Sự nghiệp huấn luyện viên

### Juventus
Vào ngày 12 tháng 6 năm 2024, Motta được bổ nhiệm làm huấn luyện viên trưởng của câu lạc bộ Serie A Juventus với hợp đồng có thời hạn ba năm. Ông giành chiến thắng ngay trong trận cầm quân của mình cho câu lạc bộ khi đánh bại Como với tỷ số 3–0 trong ngày thi đấu mở màn của mùa giải Serie A 2024–25 vào ngày 19 tháng 8 năm 2024.

## Thống kê sự nghiệp

### Câu lạc bộ
| Câu lạc bộ          | Mùa giải            | Giải vô địch        | Giải vô địch | Giải vô địch | Cúp quốc gia | Cúp quốc gia | Cúp Liên đoàn | Cúp Liên đoàn | Châu lục | Châu lục | Khác | Khác | Tổng cộng | Tổng cộng |
| Câu lạc bộ          | Mùa giải            | Hạng đấu            | Trận         | Bàn          | Trận         | Bàn          | Trận          | Bàn           | Trận     | Bàn      | Trận | Bàn  | Trận      | Bàn       |
| ------------------- | ------------------- | ------------------- | ------------ | ------------ | ------------ | ------------ | ------------- | ------------- | -------- | -------- | ---- | ---- | --------- | --------- |
| Barcelona           | 2001–02             | La Liga             | 18           | 1            | 0            | 0            | —             | —             | 7        | 0        | —    | —    | 25        | 1         |
| Barcelona           | 2002–03             | La Liga             | 21           | 3            | 0            | 0            | —             | —             | 13       | 2        | —    | —    | 34        | 5         |
| Barcelona           | 2003–04             | La Liga             | 20           | 1            | 0            | 0            | —             | —             | 5        | 1        | —    | —    | 25        | 2         |
| Barcelona           | 2004–05             | La Liga             | 8            | 0            | 0            | 0            | —             | —             | 0        | 0        | —    | —    | 8         | 0         |
| Barcelona           | 2005–06             | La Liga             | 15           | 1            | 0            | 0            | —             | —             | 7        | 0        | 0    | 0    | 22        | 1         |
| Barcelona           | 2006–07             | La Liga             | 14           | 0            | 2            | 0            | —             | —             | 7        | 0        | 2    | 0    | 25        | 0         |
| Barcelona           | Tổng cộng           | Tổng cộng           | 96           | 6            | 2            | 0            | —             | —             | 39       | 3        | 2    | 0    | 139       | 9         |
| Atlético Madrid     | 2007–08             | La Liga             | 6            | 0            | 0            | 0            | —             | —             | 2        | 0        | —    | —    | 8         | 0         |
| Genoa               | 2008–09             | Serie A             | 27           | 6            | 0            | 0            | —             | —             | —        | —        | —    | —    | 27        | 6         |
| Inter Milan         | 2009–10             | Serie A             | 26           | 4            | 5            | 0            | —             | —             | 8        | 0        | 1    | 0    | 40        | 4         |
| Inter Milan         | 2010–11             | Serie A             | 19           | 4            | 3            | 0            | —             | —             | 5        | 1        | 2    | 0    | 29        | 5         |
| Inter Milan         | 2011–12             | Serie A             | 10           | 3            | 1            | 0            | —             | —             | 2        | 0        | 1    | 0    | 14        | 3         |
| Inter Milan         | Tổng cộng           | Tổng cộng           | 55           | 11           | 9            | 0            | —             | —             | 15       | 1        | 4    | 0    | 83        | 12        |
| Paris Saint-Germain | 2011–12             | Ligue 1             | 14           | 2            | 2            | 0            | 0             | 0             | 0        | 0        | —    | —    | 16        | 2         |
| Paris Saint-Germain | 2012–13             | Ligue 1             | 12           | 1            | 1            | 0            | 0             | 0             | 2        | 0        | —    | —    | 15        | 1         |
| Paris Saint-Germain | 2013–14             | Ligue 1             | 32           | 3            | 2            | 1            | 3             | 0             | 9        | 2        | 1    | 0    | 47        | 6         |
| Paris Saint-Germain | 2014–15             | Ligue 1             | 27           | 0            | 2            | 0            | 2             | 0             | 6        | 0        | 1    | 0    | 38        | 0         |
| Paris Saint-Germain | 2015–16             | Ligue 1             | 32           | 1            | 3            | 0            | 1             | 0             | 9        | 0        | 1    | 0    | 46        | 1         |
| Paris Saint-Germain | 2016–17             | Ligue 1             | 30           | 0            | 4            | 1            | 2             | 0             | 5        | 0        | 1    | 0    | 42        | 1         |
| Paris Saint-Germain | 2017–18             | Ligue 1             | 19           | 1            | 4            | 0            | 0             | 0             | 4        | 0        | 1    | 0    | 28        | 1         |
| Paris Saint-Germain | Tổng cộng           | Tổng cộng           | 166          | 8            | 18           | 2            | 8             | 0             | 35       | 2        | 5    | 0    | 232       | 12        |
| Tổng cộng sự nghiệp | Tổng cộng sự nghiệp | Tổng cộng sự nghiệp | 350          | 31           | 29           | 2            | 8             | 0             | 91       | 6        | 11   | 0    | 489       | 39        |

1. ↑  Bao gồm Copa del Rey, Coppa Italia và Coupe de France
2. ↑  Bao gồm Coupe de la Ligue
3. 1 2 3 4 5 6 7 8 9 10 11 12  Ra sân tại UEFA Champions League
4. 1 2  Ra sân tại UEFA Cup
5. ↑  Ra sân sáu lần tại UEFA Champions League, ra sân một lần tại UEFA Super Cup
6. ↑  Ra sân tại Supercopa de España
7. 1 2 3  Ra sân tại Supercoppa Italiana
8. 1 2 3 4 5  Ra sân tại Trophée des Champions

### Quốc tế
| Đội tuyển quốc gia  | Năm                 | Trận | Bàn |
| ------------------- | ------------------- | ---- | --- |
| Brasil              | 2003                | 2    | 0   |
| Brasil              | Tổng cộng           | 2    | 0   |
| Ý                   | 2011                | 6    | 1   |
| Ý                   | 2012                | 7    | 0   |
| Ý                   | 2013                | 5    | 0   |
| Ý                   | 2014                | 5    | 0   |
| Ý                   | 2015                | 0    | 0   |
| Ý                   | 2016                | 7    | 0   |
| Ý                   | Tổng cộng           | 30   | 1   |
| Tổng cộng sự nghiệp | Tổng cộng sự nghiệp | 32   | 1   |

#### Bàn thắng quốc tế
Tỷ số và kết quả liệt kê bàn thắng của Ý được để trước, cột tỷ số cho biết tỷ số sau mỗi bàn thắng của Motta.
| # | Ngày                | Địa điểm                                  | Đối thủ  | Bàn thắng | Kết quả | Giải đấu                 |
| - | ------------------- | ----------------------------------------- | -------- | --------- | ------- | ------------------------ |
| 1 | 25 tháng 3 năm 2011 | Sân vận động Stožice, Ljubljana, Slovenia | Slovenia | 1–0       | 1–0     | Vòng loại UEFA Euro 2012 |

## Thống kê sự nghiệp huấn luyện viên
Tính đến 14 tháng 9 năm 2024
| Đội                 | Từ                   | Đến                  | Thống kê | Thống kê | Thống kê | Thống kê | Thống kê | Thống kê | Thống kê | Thống kê | Nguồn  |
| Đội                 | Từ                   | Đến                  | Trận     | T        | H        | B        | BT       | BB       | HSBT     | % thắng  | Nguồn  |
| ------------------- | -------------------- | -------------------- | -------- | -------- | -------- | -------- | -------- | -------- | -------- | -------- | ------ |
| Genoa               | 22 tháng 10 năm 2019 | 28 tháng 12 năm 2019 | 10       | 2        | 3        | 5        | 11       | 17       | −6       | 020,00   | [ 40 ] |
| Spezia              | 8 tháng 7 năm 2021   | 29 tháng 6 năm 2022  | 40       | 11       | 6        | 23       | 44       | 74       | −30      | 027,50   |        |
| Bologna             | 12 tháng 9 năm 2022  | 24 tháng 5 năm 2024  | 76       | 35       | 24       | 17       | 107      | 74       | +33      | 046,05   |        |
| Juventus            | 1 tháng 7 năm 2024   | nay                  | 4        | 2        | 2        | 0        | 6        | 0        | +6       | 050,00   |        |
| Tổng cộng sự nghiệp | Tổng cộng sự nghiệp  | Tổng cộng sự nghiệp  | 130      | 50       | 35       | 45       | 168      | 165      | +3       | 038,46   | —      |

## Danh hiệu

### Với tư cách là cầu thủ

#### Câu lạc bộ
Barcelona
- La Liga: 2004–05, 2005–06
- Supercopa de España: 2006
- UEFA Champions League: 2005–06

Inter Milan
- Serie A: 2009–10
- Coppa Italia: 2009–10, 2010–11
- Supercoppa Italiana: 2010
- UEFA Champions League: 2009–10
- FIFA Club World Cup: 2010

Paris Saint-Germain
- Ligue 1: 2012–13, 2013–14, 2014–15, 2015–16, 2017–18
- Coupe de France: 2014–15, 2015–16, 2016–17, 2017–18
- Coupe de la Ligue: 2013–14, 2014–15, 2015–16, 2016–17
- Trophée des Champions: 2013, 2014, 2015, 2016, 2017

#### Đội tuyển quốc gia
Brasil
- Giải vô địch bóng đá U-17 Nam Mỹ: 1999

Ý
- Á quân UEFA Euro: 2012

### Cá nhân
- Giải thưởng Don Balón – Cầu thủ đột phá La Liga: 2002–03
- Đội hình Serie A tiêu biểu nhất năm: 2010–11
- Đội hình Ligue 1 tiêu biểu nhất năm: 2013–14